# Football Club Schifflange 95
El Football Club Schifflange 95, també conegut com a FC Schifflange 95, és un equip de futbol de Luxemburg que milita en la Primera Divisió, la tercera lliga de futbol més important del país.

## Història
Va ser fundat l'any 1995 a la ciutat de Schifflange, com una fusió de dos equips el National Schifflange (fundat el 1912) i l'Amis des Sports (Fundat el 1936). Els colors verd i groc de l'actual club es van decidir sobre la unió dels anteriors del National (groc/negre) i el d'Amis des Sports (verd/blanc).
El nou club va jugar per primera vegada a la Divisió Nacional la temporada de 1999-2000, acabant en desè lloc i sent relegat durant una temporada a l'Éirepromotioun. Als anys següent el club va jugar a la Primera Divisió (tercera lliga de fultbol del país).

## Palmarès
- Lliga luxemburguesa:[4]

1951–52 (National Schifflange)
- Copa luxemburguesa:[5]

1960 (National Schifflange)